# 井伊吉直
井伊 吉直（いい よしなお 、生没年不詳）は、戦国時代の人物。塩沢吉直とも。
飯田井伊家の祖で井伊直政の異母兄とされる。子に井伊吉十郎 。

## 略歴
父・井伊直親が今川氏に命を狙われ松源寺で匿われている際に、嶋田村（現飯田市）代官の娘との間に出来た子であるとされる。
父直親は井伊吉直と名乗らせるよう言い残し井伊谷に帰国した。その後吉直は嶋田村代官（塩沢氏）の元で育てられた。
吉直の子孫は、江戸時代になると嶋田村から飯田城下町に移住し、飯田井伊家として現在まで存続している。